# Makednothallus subflabellatus
Makednothallus subflabellatus là một loài rêu trong họ Pallaviciniaceae. Loài này được (Besch. ex Stephani) Anselmino mô tả khoa học đầu tiên năm 1963.